# Polynema zangwilli
Polynema zangwilli är en stekelart som beskrevs av Girault 1913. Polynema zangwilli ingår i släktet Polynema och familjen dvärgsteklar. Inga underarter finns listade i Catalogue of Life.